# Саамский парламент Швеции
В Википедии есть статьи о других саамских парламентах, см. Саамский парламент.

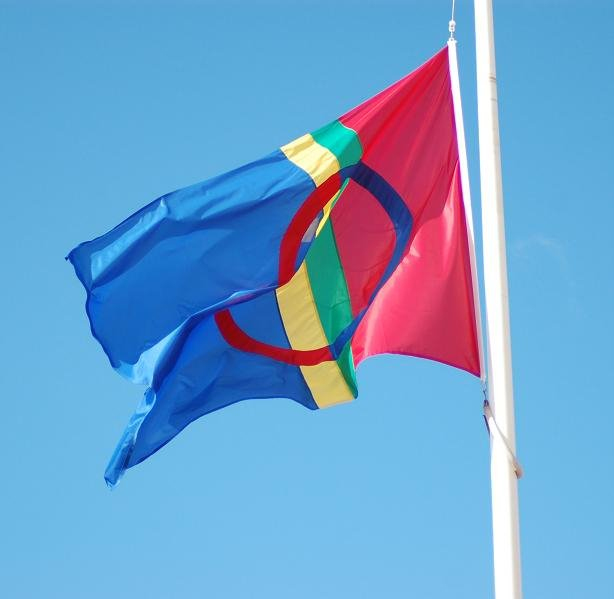
Флаг саамов

Саамский парламент Швеции (швед. Sametinget (Саметинг), северносаам. Sámediggi, луле-саам. Sámedigge, южносаам. Saemiedigkie) — выборный представительный орган культурного самоуправления саамов Швеции; сфера его деятельности в значительной степени ограничена вопросами, связанными с саамской культурой (включая проблемы поддержания и развития саамских языков). Являясь представительным органом, одновременно является частью государственной исполнительной власти, находясь под кураторством Министерства сельского хозяйства Швеции и занимаясь вопросами традиционного хозяйства, в первую очередь вопросами оленеводства, включая выплату компенсаций оленеводам-саами за ущерб от хищных зверей.
Секретариат парламента находится в Кируне (лен Норрботтен). Адрес секретариата: Adolf Hedinsvägen 58, Kiruna.

## История
Закон о саамском парламенте Швеции вступил в силу 1 января 1993 года. Первые выборы прошли 16 мая 1993 года, число зарегистрированных избирателей составило 5400 человек.
Первую сессию саамского парламента, открывшуюся 26 августа 1993 года в городе Кируне, возглавил король Швеции Карл XVI Густав.

## Избрание
Парламент состоит из 31 депутата, выбираемых каждые четыре года прямым голосованием.
19 мая 2013 года прошли очередные выборы в Саамский парламент Швеции. Было зарегистрировано чуть более 8300 избирателей, число проголосовавших составило 4686 (56 % от числа зарегистрированных), в том числе 1704 человека голосовало на избирательных участках, 2982 человека — по почте.

## Органы
- Президиум (presidium), состоящий из председателя (ordförande, ságadoall) и заместителей председателя (vice ordförande);
- Правление (styrelse, stivra);
- Канцелярия (kansli)[3].

## Комитеты
- Комитет по культуре (kulturnämnden, kulturlávdegoddi);
- Избирательный комитет (valnämnden, válgalávdegoddi);
- Языковой комитет (språknämnden, giellalávdegoddi).